# سنت جورج
سنت جورجس پایتخت کشور گرنادا است. این شهر در سال ۱۶۵۰ توسط فرانسوی‌ها و بدستور ریشُلیو پایه‌گذاری شد.